# Uczelnie teologiczne w Polsce

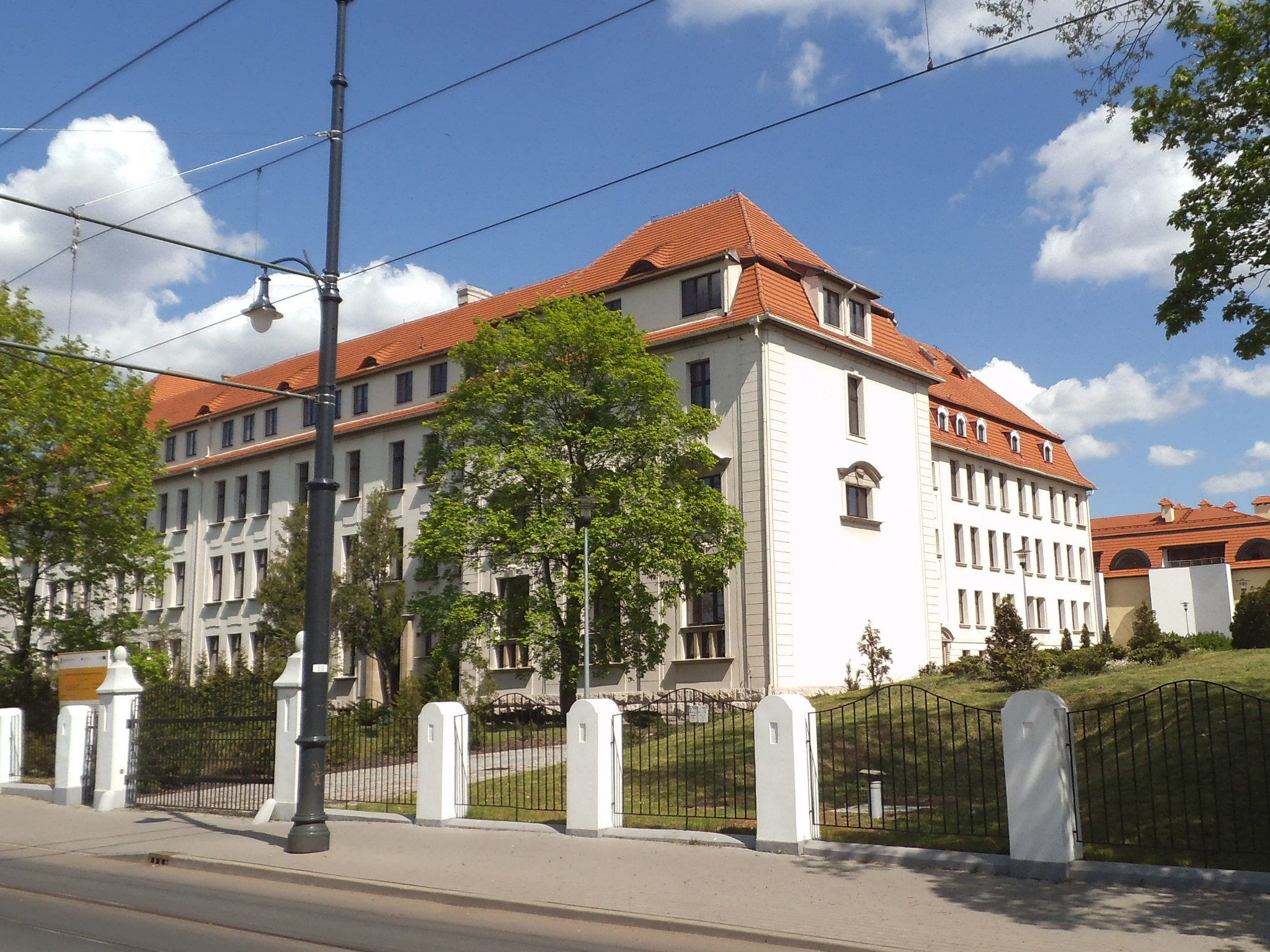
Wydział Teologiczny UMK w Toruniu

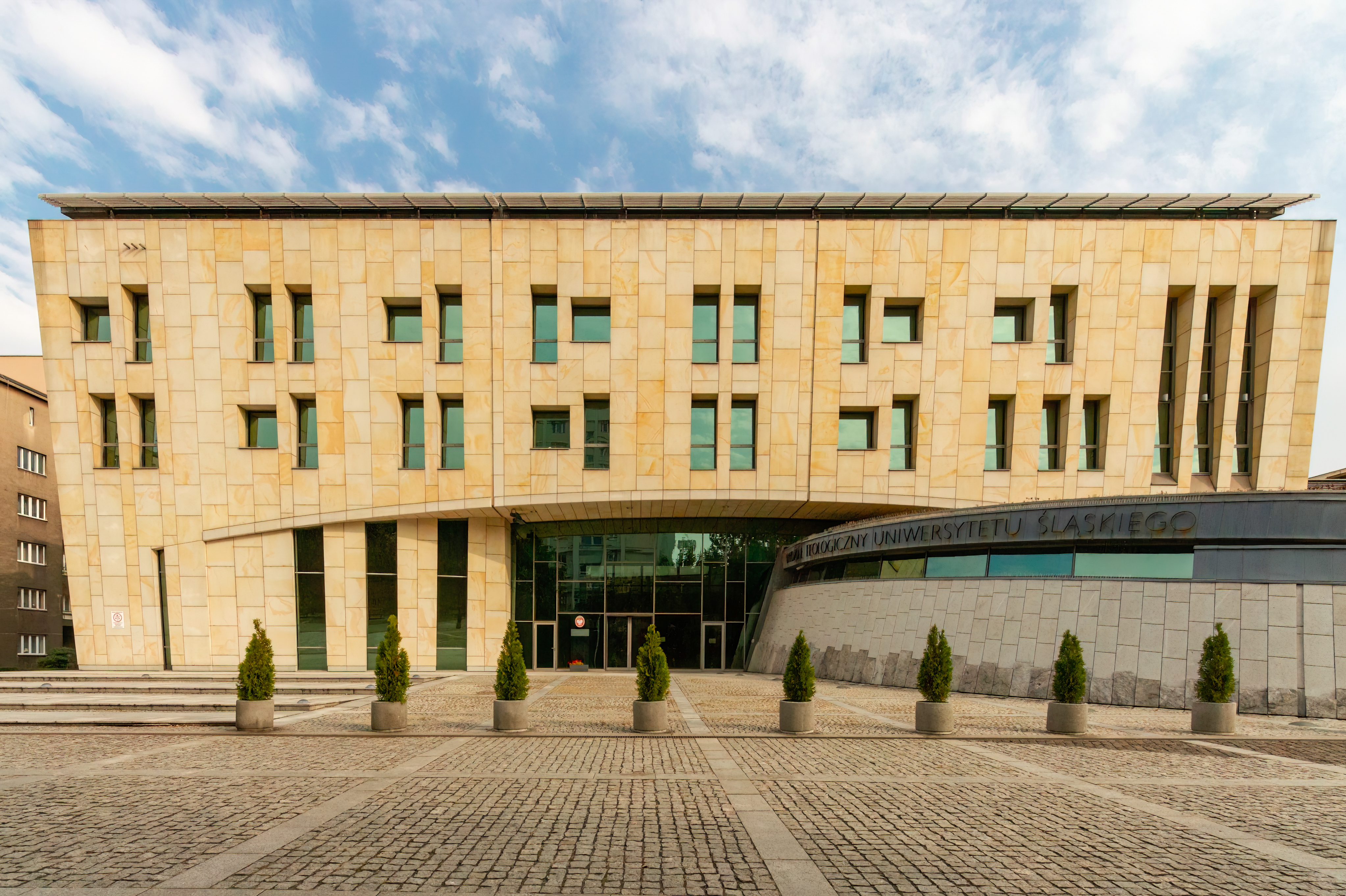
Wydział Teologiczny UŚ

Uczelnie teologiczne w Polsce – polskie szkoły wyższe oraz seminaria duchowne, kształcące w zakresie teologii. W Polsce studia w zakresie teologii oraz badania w zakresie nauk teologicznych prowadzone są także w wydziałach teologii na uczelniach wielowydziałowych.

## Wyższe szkoły teologiczne
| Nazwa jednostki                                                                            | Wyznanie                                  | Rektor lub dziekan jednostki           | Liczba studentów |
| ------------------------------------------------------------------------------------------ | ----------------------------------------- | -------------------------------------- | ---------------- |
| Ewangelikalna Wyższa Szkoła Teologiczna we Wrocławiu                                       | Ewangelikalizm                            | dr hab. Wojciech Szczerba, prof. EWST  | brak danych      |
| Instytut Teologiczny im. Bł. Wincentego Kadłubka w Sandomierzu                             | Kościół Katolicki                         | ks. dr hab. Roman B. Sieroń, prof. KUL | brak danych      |
| Instytut Teologiczny im. św. Jana Kantego w Bielsku-Białej                                 | Kościół Katolicki                         | ks. prof. dr hab. Tadeusz Borutka      | brak danych      |
| Papieski Wydział Teologiczny w Warszawie                                                   | Kościół Katolicki                         | ks. prof. dr hab. Krzysztof Pawlina    | brak danych      |
| Papieski Wydział Teologiczny we Wrocławiu                                                  | Kościół Katolicki                         | ks. prof. PWT dr hab. Andrzej Tomko    | brak danych      |
| Prawosławne Seminarium Duchowne w Warszawie                                                | Polski Autokefaliczny Kościół Prawosławny | ks. mitrat dr Jerzy Tofiluk            | brak danych      |
| Wyższa Szkoła Teologiczno-Humanistyczna im. Michała Beliny-Czechowskiego w Podkowie Leśnej | Kościół Adwentystów Dnia Siódmego w RP    | dr n. med. Anna Słonecka-Polok         | brak danych      |
| Wyższa Szkoła Teologiczno-Społeczna w Warszawie                                            | Kościół Zielonoświątkowy w RP             | pastor Piotr Nowak                     | brak danych      |
| Wyższe Baptystyczne Seminarium Teologiczne w Warszawie                                     | Kościół Chrześcijan Baptystów w RP        | pastor dr Włodzimierz Tasak            | brak danych      |
| Wyższe Seminarium Duchowne Kościoła Polskokatolickiego w Warszawie                         | Kościół Polskokatolicki w RP              | vacat                                  | 1                |
| Wyższe Seminarium Kościoła Starokatolickiego Mariawitów w Płocku                           | Kościół Starokatolicki Mariawitów w RP    | bp Jarosław Maria Jan Opala            | 3                |
| Wyższe Seminarium Teologiczne im. Jana Łaskiego w Warszawie                                | Kościół Ewangelicko-Metodystyczny w RP    | ks. dr Edward Puślecki                 | brak danych      |
| Wyższe Śląskie Seminarium Duchowne w Katowicach                                            | Kościół Katolicki                         | ks. Krzysztof Matuszewski              | brak danych      |

## Seminaria duchowne

### Seminaria katolickie
Wyższe seminaria duchowne - zgodnie z § 7 ust.2 Umowy między Rządem RP a Konferencją Episkopatu Polski w sprawie statusu prawnego szkół wyższych zakładanych i prowadzonych przez Kościół Katolicki, w tym uniwersytetów, odrębnych wydziałów i wyższych seminariów duchownych, oraz w sprawie trybu i zakresu uznawania przez Państwo stopni i tytułów nadawanych przez szkoły wyższe alumni wyższych seminariów duchownych, prowadzących sześcioletnie studia zgodnie z wymaganiami prawa kościelnego mogą uzyskiwać tytuł zawodowy magistra kierunku „teologia” na podstawie umów o współpracy zawartych w oparciu o Konstytucję Apostolską „Sapientia Christiana” z kościelnymi szkołami wyższymi oraz z uczelniami państwowymi, w których strukturze znajdują się wydziały teologii, posiadającymi prawo prowadzenia studiów magisterskich na tym kierunku.

### Inne seminaria
| Nazwa jednostki                                                                                       | Wyznanie                               | Rektor                            | Liczba studentów |
| --- | -------------------------------------- | --------------------------------- | ---------------- |
| Klerykat Kościoła Starokatolickiego w Rzeczypospolitej Polskiej                                       | Kościół Starokatolicki w RP            | ks. prefekt mgr Wojciech Grzesiak | 5                |
| Wyższe Seminarium Duchowne Polskiego Narodowego Katolickiego Kościoła w RP im. bpa Józefa Padewskiego | Polski Narodowy Katolicki Kościół w RP | bp Tomasz Rybka                   | brak danych      |
| Wyższe Seminarium Duchowne Katolickiego Kościoła Narodowego                                           | Katolicki Kościół Narodowy w Polsce    | ks. Marcin Dżuła                  | 12               |

## Wydziały teologiczne
| Nazwa jednostki                                                             | Dziekan jednostki                     | Liczba studentów |
| --------------------------------------------------------------------------- | ------------------------------------- | ---------------- |
| Wydział Teologiczny Chrześcijańskiej Akademii Teologicznej w Warszawie      | dr hab. Jerzy Ostapczuk               | brak danych      |
| Wydział Teologiczny Uniwersytetu im. Adama Mickiewicza w Poznaniu           | ks. dr hab. Paweł Wygralak            | brak danych      |
| Wydział Teologiczny Uniwersytetu Kardynała Stefana Wyszyńskiego w Warszawie | ks. prof. dr hab. Piotr Tomasik       | brak danych      |
| Wydział Teologiczny Uniwersytetu Mikołaja Kopernika w Toruniu               | ks. prof. dr hab. Wojciech Cichosz    | brak danych      |
| Wydział Teologiczny Uniwersytetu Opolskiego                                 | ks. prof. dr hab. Radosław Chałupniak | brak danych      |
| Wydział Teologiczny Uniwersytetu Papieskiego Jana Pawła II w Krakowie       | ks. dr hab. Arkadiusz Baron           | brak danych      |
| Wydział Teologiczny Uniwersytetu Szczecińskiego                             | ks. dr hab. Kazimierz Dullak          | brak danych      |
| Wydział Teologiczny Uniwersytetu Śląskiego                                  | ks. dr hab. Jacek Kempa               | brak danych      |
| Wydział Teologii Katolickiego Uniwersytetu Lubelskiego Jana Pawła II        | ks. dr hab. Sławomir Nowosad          | brak danych      |
| Wydział Teologii Uniwersytetu Warmińsko-Mazurskiego                         | ks. dr hab. Marek Żmudziński          | brak danych      |